# Deutsches Sprachdiplom

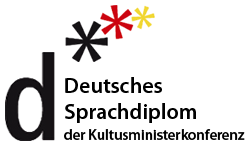

Das Deutsche Sprachdiplom der Kultusministerkonferenz (krátce Deutsches Sprachdiplom, DSD) je zkouška z německého jazyka. Provádí se pouze na vybraných gymnáziích a několika základních školách. Má celosvětovou platnost.
Autorem projektu, který má za cíl umožnit studentům studovat na vysokých školách, je Kultusministerkonferenz (spolkové politické orgány koordinující vzdělávání a výchovu), která přímo zakazuje udávat studentovi neněmeckého gymnázia, který je držitelem DSD, jiné podmínky přijímacího řízení, než které mají němečtí studenti.
Při zkoušce zkoušejí němečtí rodilí mluvčí. Každoročně DSD složí 16 000 studentů. Zkouška je dobrovolná a uděluje se v ČR a dalších 50 zemích světa. Neúspěšný student má 1 opravný termín. Certifikát dokazuje znalosti němčiny a jeho držitel má právo studovat na německé vysoké škole.

## Stupeň I (Stufe I)
Je prvním ze dvou možných typů zkoušky. Je jednodušší než stupeň II, vykonává se na vybraných základních školách. Žák musí absolvovat 600-800 odučených kvalifikovaných hodin němčiny. Dokazuje úroveň A2/B1 dle SERR. K úrovni B1 srovnatelné s úrovní maturity se tedy dopracuje žák základní školy.

## Stupeň II (Stufe II)
Je těžší než stupeň I, zkoušku skládají žáci vybraných gymnázií. Student musí absolvovat 800-1 200 odučených kvalifikovaných hodin němčiny. Dokazuje úroveň B2/C1 dle SERR, což je znalost vysokoškolského studenta germanistiky. Zkouška se skládá nanečisto ve 3. ročníku SŠ, načisto v maturitním (4.) ročníku.
Písemná část sestává z analýzy a komentáře textu a statistiky, porozumění slyšenému textu a porozumění čtenému textu. V ústní části se studenti souvisle vyjadřují k připravenému tématu a představí projekt, který sami vypracovali. Znění zkouškových úkolů je zadáváno z centra DSD v Bonnu, kde se písemná část také opravuje.

## České školy provádějící zkoušku
S právem DSD-I je v České republice 5 základních škol. S právem DSD-II je v České republice 24 gymnázií (Arcibiskupské gymnázium, Gymnázium Arabská, Gymnázium Thomase Manna, Gymnázium Německé školy v Praze, Gymnázium Christiana Dopplera v Praze, Gymnázium Aš, Gymnázium Cheb, Gymnázium Rumburk, Gymnázium a Střední odborná škola dr. Václava Šmejkala Ústí nad Labem, Masarykovo gymnázium Plzeň, Gymnázium Tábor, České Budějovice, Gymnázium Jihlava, Mendelovo gymnázium Opava, Gymnázium Ostrava, Gymnázium Havířov, Gymnázium Olomouc, Čajkovského, Gymnázium Olomouc - Hejčín, Gymnázium Matyáše Lercha, Gymnázium Zlín, Gymnázium Uherské Hradiště, Gymnázium Kroměříž, Gymnázium Na Pražačce, Gymnázium Brno Křenová, Gymnázium Na Vítězné pláni, Gymnázium J. Š. Baara Domažlice a další).